# Новокраюшкино
Новокраю́шкино — село в Первомайском районе Алтайского края России. Входит в состав Северного сельсовета.

## География
Село находится у реки Кашкарагаиха (приток Чумыша).
Климат
Климат континентальный. Продолжительность периода с устойчивым снежным покровом составляет 160—170 дней, абсолютный минимум температуры воздуха достигает −50 °C. Средняя температура января −19,9 °C, июля — +19 °C. Безморозный период длится 110—115 дней, абсолютный максимум температуры воздуха достигает +33-35 °C. Годовое количество атмосферных осадков — 360 мм.
Уличная сеть
В селе 6 улиц: Ленина, Боровая, Дачная, Заречная, Центральная, Школьная и переулок Южный.
Расстояние до
- районного центра Новоалтайск: 41 км.
- краевого центра Барнаул: 48 км.

Ближайшие населенные пункты
Северный 7 км, Первомайское 7 км, Голышево 10 км, Новоповалиха 11 км, Таловка 12 км, Старокрайчиково 14 км, Лебяжье 15 км, Волга 16 км, Акулово 16 км, Рогуличный 17 км.

## Население
| 1997 | 1998 | 1999 | 2000 | 2001 | 2002 | 2003 |
| ---- | ---- | ---- | ---- | ---- | ---- | ---- |
| 353  | ↗425 | ↘406 | ↘398 | ↗399 | ↘390 | ↗395 |
| 2004 | 2005 | 2006 | 2007 | 2008 | 2009 | 2010 |
| ↘371 | ↘343 | ↗352 | ↗354 | ↘338 | ↗350 | ↗353 |
| 2011 | 2012 | 2013 |      |      |      |      |
| ↗354 | ↘338 | ↘327 |      |      |      |      |

## История
По сведениям краеведа, специалиста по истории заселения Верхнего Приобья Ю. С. Булыгина, Новокраюшкино основано в 1782 году.
Новокраюшкино получило название по фамилии первых поселенцев. «Первые поселенцы — братья Краюшкины». Словообразование «ново» свидетельствует о времени образования села, так как рядом существовала деревня Краюшкино. Старожилы села говорят: «Рядом уже было Краюшкино, поэтому деревню назвали Новокраюшкино».
В 1859 году в деревне насчитывалось 27 дворов, проживало 74 мужчины и 82 женщины.
Ново-Краюшкино при речке Кошкаргаихе в переписи 1893 года относится к Тальменской волости Барнаульского уезда: в деревне 86 дворов, 228 мужчин и 230 женщин.
В Справочнике Округов Юго-Западной Сибири от 1928 года стоит другая дата образования деревни Ново-Краюшкино — 1791 год. На 1928 год село относится к Белоярскому району Барнаульского округа.

## Инфраструктура
В селе есть магазины, ФАП, клуб и библиотека, а также МКОУ «Новокраюшкинская ООШ» и детский сад.
Транспорт
Село соединяет с районным и областным центром федеральная автомагистраль Р-256 Чуйский тракт (Новосибирск—Бийск—Монголия) и сеть региональных автодорог. Между областным и районным центрами налажено автобусное сообщение.
Ближайшая крупная железнодорожная станция Алтайская находится в городе Новоалтайск.